# Brevirostruavis
Brevirostruavis (que significa "pájaro con rostro corto") es un género extinto de ave enantiornita del Cretácico inferior de la Formación Jiufotang en Liaoning, China. La especie tipo y única es Brevirostruavis macrohyoideus.

## Descripción
El holotipo de Brevirostruavis, IVPP V13266, conserva características de la anatomía esquelética que no se ven entre las aves existentes. Tales características incluyen elementos hioides ceratobranquiales extremadamente largos y óseos, y una rostro muy corto. Esto puede indicar una especialización alimentaria similar a la de los colibríes y otras aves vivas con similitudes craneofaciales, como los melíferos y los pájaros carpinteros, aunque con estos grupos los epibranquiales se alargan.
Brevirostruavis proviene de la Formación Jiufotang del Cretácico Inferior, que tiene la colección más grande e importante de aves del, Mesozoico. Otros animales en la formación incluyen el reptil coristodero Liaoxisaurus, el pez Lycoptera, el animal primitivo parecido a un mamífero Fossiomanus, y el dinosaurio Sinotyrannus.